# Sam Craigie
Sam Craigie (ur. 29 grudnia 1993 w Wallsend) – angielski zawodowy snookerzysta pochodzący z Newcastle. Zanim w 2011 roku przeszedł na zawodowstwo, cieszył się udaną karierą juniorską. Plasuje się na 86. miejscu pod względem zdobytych setek w profesjonalnych turniejach, ma ich łącznie 104.

## Kariera

### Wczesna kariera
Craigie zakwalifikował się do Main Tour 2011/2012 po zwycięstwie w Mistrzostwach Świata IBSF do lat 21 w 2010 roku. W półfinale pokonał swojego brata Stephena 7–6, a w finale Li Hanga 9–8, zapewniając sobie tym samym tytuł.

### Sezon 2011/2012
W swoim debiutanckim sezonie w snookerowym tourze nie był notowany i musiał wygrać cztery mecze kwalifikacyjne, aby dostać się do głównej drabinki turniejów rankingowych. Wygrał dwa mecze, próbując dostać się odpowiednio do Australian Goldfields Open i German Masters, a najlepszy wynik osiągnął w kwalifikacjach do China Open, gdzie pokonał Adama Wichearda, Liu Songa i Gerarda Greene'a, zanim przegrał z Rickym Waldenem 3–5 w rundzie finałowej. Craigie wziął udział w 11 z 12 turniejów rangi niższej Players Tour Championship w całym sezonie, a jego najlepszy wynik to turniej 11, w którym ponownie przegrał z Waldenem, tym razem w 1/16 finału z wynikiem 2-4. Craigie zakończył swój pierwszy sezon poza pierwszą 64-tką, która automatycznie utrzymała swoje miejsca w sezonie 2012/2013, przez co wypadł z głównego touru.

### Następne lata
Craigie zagrał w dwóch wydarzeniach w sezonie 2012/2013, ale udało mu się wygrać tylko jeden frame. W kolejnym sezonie nie wziął udziału w żadnym wydarzeniu, ale wystąpił w Q School w 2015 roku, a najbliżej powrotu do trasy był w pierwszym turnieju, kiedy to uległ Adamowi Duffy’emu 2–4 w 1/32 finału.

### Sezon 2016/2017
W 2016 roku Craigie otrzymał dwuletnią kartę na sezony 2016/2017 i 2017/2018 po pomyślnym zakwalifikowaniu się przez EBSA Play-Offs w Sheffield, pokonując Adama Duffy'ego 4–3 w ostatniej rundzie. Zakwalifikował się do turnieju World Open po zwycięstwie 5–3 nad mistrzem świata z 1997 roku Kenem Dohertym i wygrał swój pierwszy mecz w głównej drabince turnieju rankingowego, pokonując Marco Fu 5–3 w rundzie otwarcia. Poźniej przegrał 4-5 z Matthew Seltem. W Northern Ireland Open 2016 pokonał Jamiego Jonesa 4–0 zanim John Higgins, po breakach 147, 137 i 130, pokonał go w drugiej rundzie 4–1. Craigie miał przewagę 3–1 nad Markiem Kingiem w przerwie ich meczu pierwszej rundy UK Championship, a szybko zamieniło się to w 4–1, gdy Kingowi odjęto jedne frejm za zapomnienie kija po wznowieniu gry. Craigie wygrał 6–2, ale w drugiej rundzie przegrał z Lucą Brecelem 5-6, mimo że prowadził 5–3. Shaun Murphy wyeliminował Craigiego w Shoot Out i w drugiej rundzie turnieju Gibraltar Open.
Pod koniec sezonu 2017/18 wycofał się z trasy, ale  2018 wystartował w Q School, próbując odzyskać miejsce. Pokonał byłego półfinalistę Crucible, Andy'ego Hicksa, w rundzie trzeciej pierwszego turnieju, a w rundzie finałowej pokonał Dechawata Poomjaenga, zapewniając sobie powrót do trasy.

### Sezon 2018/2019
W kwietniu 2019 roku po raz pierwszy dotarł do ćwierćfinału turnieju rankingowego podczas China Open, pokonując takich zawodników jak Ryan Day, Ali Carter i Liang Wenbo, zanim został pokonany przez Neila Robertsona.

### Sezon 2019/2020
Najlepszym wynikiem Craigiego w sezonie było dotarcie do 1/32 turnieju Riga Masters, w którym pokonał Longa Zehuanga i Jamiego O'Neila, a następnie przegrał 3–4 z Matthewem Seltem.

### Sezon 2020/2021
Craigie po raz pierwszy zakwalifikował się do Mistrzostw Świata, pokonując w rundach kwalifikacyjnych Ashleya Hugilla, Hosseina Vafaei i Zhao Xintonga. W pierwszej rundzie trafił na Marka Williamsa i przegrał 4-10

### Sezon 2023/2024
W tym sezonie osiągnął swój największy sukces zawodowy docierając do półfinału turnieju German Masters. W ćwierćfinale pokonał Allistera Cartera 5-1 by następnie przegrać z późniejszym zwycięzcą turnieju Juddem Trumpem 2-6.

### Sezon 2024/2025
Ze względu na problemy zdrowotne i konieczność poddania się operacji nie uczestniczył w turniejach sezonu 2024/25 przez co utracił pozycję wśród najlepszych 64 zawodnikw rankingu. jednak World Snooker Tour przyznała mu nową dwuletnią kartę na sezony 2025/26 i 2026/27 na zasadzie wyjątku.

## Życie osobiste
Starszy brat Craigiego, Stephen, również był zawodowym graczem w snookera.

## Występy w turniejach w karierze
| Ranking                      | [ i ]               | [ ii ]              | [ i ]               | [ i ]               | [ ii ]        | 76            | [ iii ]       | 66            | 58            | 50            | 44            | 51            | 46            | [ ii ]        |               |               |               |               |               |               |               |               |               |               |               |               |               |               |               |
| Turnieje rankingowe          |                     |                     |                     |                     |               |               |               |               |               |               |               |               |               |               |               |               |               |               |               |               |               |               |               |               |               |               |               |               |               |
| Championship League          | nierankingowy       | nierankingowy       | nierankingowy       | nierankingowy       | nierankingowy | nierankingowy | nierankingowy | nierankingowy | RR            | RR            | RR            | 3R            | A             | 2R            |               |               |               |               |               |               |               |               |               |               |               |               |               |               |               |
| Saudi Arabia Snooker Masters | nie rozegrano       | nie rozegrano       | nie rozegrano       | nie rozegrano       | nie rozegrano | nie rozegrano | nie rozegrano | nie rozegrano | nie rozegrano | nie rozegrano | nie rozegrano | nie rozegrano | WD            | 4R            |               |               |               |               |               |               |               |               |               |               |               |               |               |               |               |
| Wuhan Open                   | nie rozegrano       | nie rozegrano       | nie rozegrano       | nie rozegrano       | nie rozegrano | nie rozegrano | nie rozegrano | nie rozegrano | nie rozegrano | nie rozegrano | nie rozegrano | 2R            | WD            | LQ            |               |               |               |               |               |               |               |               |               |               |               |               |               |               |               |
| English Open                 | nie rozegrano       | nie rozegrano       | nie rozegrano       | nie rozegrano       | WD            | 1R            | 2R            | 2R            | WD            | LQ            | 1R            | LQ            | WD            |               |               |               |               |               |               |               |               |               |               |               |               |               |               |               |               |
| British Open                 | nie rozegrano       | nie rozegrano       | nie rozegrano       | nie rozegrano       | nie rozegrano | nie rozegrano | nie rozegrano | nie rozegrano | nie rozegrano | 1R            | LQ            | LQ            | WD            |               |               |               |               |               |               |               |               |               |               |               |               |               |               |               |               |
| Xi'an Grand Prix             | nie rozegrano       | nie rozegrano       | nie rozegrano       | nie rozegrano       | nie rozegrano | nie rozegrano | nie rozegrano | nie rozegrano | nie rozegrano | nie rozegrano | nie rozegrano | nie rozegrano | WD            |               |               |               |               |               |               |               |               |               |               |               |               |               |               |               |               |
| Northern Ireland Open        | nie rozegrano       | nie rozegrano       | nie rozegrano       | nie rozegrano       | 2R            | 4R            | 2R            | 1R            | 2R            | 1R            | 1R            | 2R            | A             |               |               |               |               |               |               |               |               |               |               |               |               |               |               |               |               |
| International Championship   | nie rozegrano       | nie rozegrano       | A                   | LQ                  | LQ            | 1R            | LQ            | 1R            | nie rozegrano | nie rozegrano | nie rozegrano | 1R            | A             |               |               |               |               |               |               |               |               |               |               |               |               |               |               |               |               |
| UK Championship              | A                   | LQ                  | A                   | A                   | 2R            | 1R            | 1R            | 1R            | 1R            | 3R            | QF            | LQ            | A             |               |               |               |               |               |               |               |               |               |               |               |               |               |               |               |               |
| Shoot Out                    | nierankingowy       | nierankingowy       | nierankingowy       | nierankingowy       | 3R            | A             | 1R            | 1R            | 2R            | WD            | 2R            | WD            | A             |               |               |               |               |               |               |               |               |               |               |               |               |               |               |               |               |
| Scottish Open                | nie rozegrano       | nie rozegrano       | MR                  | NH                  | 1R            | 2R            | 1R            | 1R            | 3R            | 2R            | 3R            | 2R            | A             |               |               |               |               |               |               |               |               |               |               |               |               |               |               |               |               |
| German Masters               | A                   | LQ                  | A                   | LQ                  | LQ            | LQ            | LQ            | LQ            | LQ            | 2R            | 1R            | SF            | A             |               |               |               |               |               |               |               |               |               |               |               |               |               |               |               |               |
| World Grand Prix             | nie rozegrano       | nie rozegrano       | nie rozegrano       | DNQ                 | DNQ           | DNQ           | DNQ           | DNQ           | DNQ           | DNQ           | 2R            | DNQ           | DNQ           |               |               |               |               |               |               |               |               |               |               |               |               |               |               |               |               |
| Players Championship         | DNQ                 | DNQ                 | DNQ                 | DNQ                 | DNQ           | DNQ           | DNQ           | DNQ           | DNQ           | DNQ           | DNQ           | DNQ           | DNQ           |               |               |               |               |               |               |               |               |               |               |               |               |               |               |               |               |
| Welsh Open                   | A                   | LQ                  | A                   | 1R                  | 1R            | 3R            | 3R            | 1R            | 2R            | WD            | 1R            | LQ            | A             |               |               |               |               |               |               |               |               |               |               |               |               |               |               |               |               |
| World Open                   | A                   | LQ                  | A                   | NH                  | 2R            | 1R            | WD            | 1R            | nie rozegrano | nie rozegrano | nie rozegrano | WD            | A             |               |               |               |               |               |               |               |               |               |               |               |               |               |               |               |               |
| Tour Championship            | nie rozegrano       | nie rozegrano       | nie rozegrano       | nie rozegrano       | nie rozegrano | nie rozegrano | DNQ           | DNQ           | DNQ           | DNQ           | DNQ           | DNQ           | DNQ           |               |               |               |               |               |               |               |               |               |               |               |               |               |               |               |               |
| World Championship           | A                   | LQ                  | A                   | A                   | LQ            | LQ            | LQ            | LQ            | 1R            | LQ            | LQ            | LQ            | A             |               |               |               |               |               |               |               |               |               |               |               |               |               |               |               |               |
| Turnieje nierankingowe       |                     |                     |                     |                     |               |               |               |               |               |               |               |               |               |               |               |               |               |               |               |               |               |               |               |               |               |               |               |               |               |
| Championship League          | A                   | A                   | A                   | A                   | A             | A             | A             | 2R            | A             | A             | A             | RR            | A             |               |               |               |               |               |               |               |               |               |               |               |               |               |               |               |               |
| Dawne turnieje rankingowe    |                     |                     |                     |                     |               |               |               |               |               |               |               |               |               |               |               |               |               |               |               |               |               |               |               |               |               |               |               |               |               |
| Australian Goldfields Open   | NH                  | LQ                  | A                   | LQ                  | nie rozegrano | nie rozegrano | nie rozegrano | nie rozegrano | nie rozegrano | nie rozegrano | nie rozegrano | nie rozegrano | nie rozegrano | nie rozegrano | nie rozegrano | nie rozegrano | nie rozegrano | nie rozegrano | nie rozegrano | nie rozegrano | nie rozegrano | nie rozegrano | nie rozegrano | nie rozegrano |               |               |               |               |               |
| Shanghai Masters             | A                   | LQ                  | A                   | A                   | LQ            | LQ            | nierankingowy | nierankingowy | nie rozegrano | nie rozegrano | nie rozegrano | nierankingowy | nierankingowy | nierankingowy |               |               |               |               |               |               |               |               |               |               |               |               |               |               |               |
| Paul Hunter Classic          | Minor-Ranking Event | Minor-Ranking Event | Minor-Ranking Event | Minor-Ranking Event | A             | 2R            | 1R            | NR            | nie rozegrano | nie rozegrano | nie rozegrano | nie rozegrano | nie rozegrano | nie rozegrano | nie rozegrano | nie rozegrano | nie rozegrano | nie rozegrano | nie rozegrano | nie rozegrano | nie rozegrano | nie rozegrano | nie rozegrano | nie rozegrano | nie rozegrano | nie rozegrano | nie rozegrano | nie rozegrano |               |
| Indian Open                  | nie rozegrano       | nie rozegrano       | nie rozegrano       | nie rozegrano       | LQ            | LQ            | 3R            | nie rozegrano | nie rozegrano | nie rozegrano | nie rozegrano | nie rozegrano | nie rozegrano | nie rozegrano | nie rozegrano | nie rozegrano | nie rozegrano | nie rozegrano | nie rozegrano | nie rozegrano | nie rozegrano | nie rozegrano | nie rozegrano | nie rozegrano | nie rozegrano | nie rozegrano | nie rozegrano |               |               |
| China Open                   | A                   | LQ                  | A                   | A                   | LQ            | 2R            | QF            | nie rozegrano | nie rozegrano | nie rozegrano | nie rozegrano | nie rozegrano | nie rozegrano | nie rozegrano | nie rozegrano | nie rozegrano | nie rozegrano | nie rozegrano | nie rozegrano | nie rozegrano | nie rozegrano | nie rozegrano | nie rozegrano | nie rozegrano | nie rozegrano | nie rozegrano | nie rozegrano |               |               |
| Riga Masters                 | nie rozegrano       | nie rozegrano       | nie rozegrano       | MR                  | 1R            | 2R            | WD            | 2R            | nie rozegrano | nie rozegrano | nie rozegrano | nie rozegrano | nie rozegrano | nie rozegrano | nie rozegrano | nie rozegrano | nie rozegrano | nie rozegrano | nie rozegrano | nie rozegrano | nie rozegrano | nie rozegrano | nie rozegrano | nie rozegrano | nie rozegrano | nie rozegrano | nie rozegrano | nie rozegrano |               |
| China Championship           | nie rozegrano       | nie rozegrano       | nie rozegrano       | nie rozegrano       | NR            | LQ            | 1R            | 1R            | nie rozegrano | nie rozegrano | nie rozegrano | nie rozegrano | nie rozegrano | nie rozegrano | nie rozegrano | nie rozegrano | nie rozegrano | nie rozegrano | nie rozegrano | nie rozegrano | nie rozegrano | nie rozegrano | nie rozegrano | nie rozegrano | nie rozegrano | nie rozegrano | nie rozegrano | nie rozegrano |               |
| WST Pro Series               | nie rozegrano       | nie rozegrano       | nie rozegrano       | nie rozegrano       | nie rozegrano | nie rozegrano | nie rozegrano | nie rozegrano | 3R            | nie rozegrano | nie rozegrano | nie rozegrano | nie rozegrano | nie rozegrano | nie rozegrano | nie rozegrano | nie rozegrano | nie rozegrano | nie rozegrano | nie rozegrano | nie rozegrano | nie rozegrano | nie rozegrano | nie rozegrano | nie rozegrano | nie rozegrano | nie rozegrano | nie rozegrano | nie rozegrano |
| Turkish Masters              | nie rozegrano       | nie rozegrano       | nie rozegrano       | nie rozegrano       | nie rozegrano | nie rozegrano | nie rozegrano | nie rozegrano | nie rozegrano | 3R            | nie rozegrano | nie rozegrano | nie rozegrano | nie rozegrano |               |               |               |               |               |               |               |               |               |               |               |               |               |               |               |
| Gibraltar Open               | nie rozegrano       | nie rozegrano       | nie rozegrano       | MR                  | 2R            | 3R            | WD            | 2R            | 1R            | WD            | nie rozegrano | nie rozegrano | nie rozegrano | nie rozegrano |               |               |               |               |               |               |               |               |               |               |               |               |               |               |               |
| WST Classic                  | nie rozegrano       | nie rozegrano       | nie rozegrano       | nie rozegrano       | nie rozegrano | nie rozegrano | nie rozegrano | nie rozegrano | nie rozegrano | nie rozegrano | 1R            | nie rozegrano | nie rozegrano | nie rozegrano |               |               |               |               |               |               |               |               |               |               |               |               |               |               |               |
| European Masters             | nie rozegrano       | nie rozegrano       | nie rozegrano       | nie rozegrano       | LQ            | LQ            | 1R            | LQ            | 1R            | WD            | LQ            | LQ            | nie rozegrano | nie rozegrano |               |               |               |               |               |               |               |               |               |               |               |               |               |               |               |

1. 1 2 3  Był amatorem.
2. 1 2 3  Nowi gracze w Tourze nie mają rankingu.
3. ↑  Gracze, którzy zakwalifikowali się z Q School zaczynają sezon bez punktów rankingowych.

| Legenda tabeli wyników              | Legenda tabeli wyników       | Legenda tabeli wyników                     | Legenda tabeli wyników                                                              | Legenda tabeli wyników                     | Legenda tabeli wyników                     |
| ----------------------------------- | ---------------------------- | ------------------------------------------ | ----------------------------------------------------------------------------------- | ------------------------------------------ | ------------------------------------------ |
| LQ                                  | odpadnięcie w kwalifikacjach | #R                                         | odpadnięcie we wczesnej fazie turnieju (WR = runda dzikich kart, RR = faza grupowa) | QF                                         | przegrana w ćwierćfinale                   |
| SF                                  | przegrana w półfinale        | F                                          | przegrana w finale                                                                  | W                                          | zwycięstwo                                 |
| DNQ                                 | nie zakwalifikował/a się     | A                                          | nie brał/a udziału                                                                  | WD                                         | zrezygnował/a w trakcie turnieju           |
| Legenda oznaczeń w tabelach wyników |                              |                                            |                                                                                     |                                            |                                            |
| NH / Nie roz.                       | NH / Nie roz.                | Turniej nie odbył się.                     | Turniej nie odbył się.                                                              | Turniej nie odbył się.                     | Turniej nie odbył się.                     |
| NR / Nie-rank.                      | NR / Nie-rank.               | Turniej nie był zaliczany jako rankingowy. | Turniej nie był zaliczany jako rankingowy.                                          | Turniej nie był zaliczany jako rankingowy. | Turniej nie był zaliczany jako rankingowy. |
| R / Rank.                           | R / Rank.                    | Turniej był zaliczany jako rankingowy.     | Turniej był zaliczany jako rankingowy.                                              | Turniej był zaliczany jako rankingowy.     | Turniej był zaliczany jako rankingowy.     |
| MR / Minor-Rank.                    | MR / Minor-Rank.             | Turniej był zaliczany jako minor ranking.  | Turniej był zaliczany jako minor ranking.                                           | Turniej był zaliczany jako minor ranking.  | Turniej był zaliczany jako minor ranking.  |

## Finały kariery

### Finały amatorskie: 1 (1-0)
| Wynik     | NIE. | Rok  | Mistrzostwo                                   | Przeciwnik w finale | Wynik |
| --------- | ---- | ---- | --------------------------------------------- | ------------------- | ----- |
| Zwycięzca | 1.   | 2010 | Mistrzostwa Świata IBSF w Snookerze do lat 21 | Li Hang             | 9–8   |